# スピリドン・ベロカス
スピリドン・ベロカス（Spiridon またはSpyridon Belokas、希: Σπυρίδων Μπελόκας 、1877年 - 没年不明）は、ギリシャの陸上競技選手である。彼は、1896年に開催されたアテネオリンピックのマラソン競技に出場して3番目にゴールしたが、後に馬車でコースの一部を通過していたことが発覚して順位が取り消しになった。

## 経歴
スピリドン・ベロカスは1877年にアテネで生まれた。
彼は、アテネオリンピックのマラソン 競技に参加した17人の選手のうちの一人である。優勝したスピリドン・ルイスと2位のハリラオス・バシラコスに続いて、ベロカスは3時間6分30秒の記録を出して3位でゴールし、それまで陸上競技で金メダルの獲得がなかった地元ギリシャ勢の活躍がスタジアム中を熱狂させた。しかし、後にベロカスは馬車に乗ってコースの一部を通過していたことが発覚し、順位は取り消しとなった。
ベロカスは、1906年に開催されたアテネオリンピックのマラソン競技にも参加したが、このときは途中で棄権している。